# Too Good to Be True
Too Good to Be True è un singolo della cantante svedese Rhys pubblicato il 22 settembre 2017.

## Video musicale
Il videoclip del brano, è stato postato sul canale YouTube della cantante il 12 novembre 2017.

## Tracce
Testi di Rhys Clarstedt, Jörgen Elofsson, musiche di Jörgen Elofsson, Ugly Babies.
1. Too Good to Be True – 3:21

## Classifiche
| Classifica (2018) | Posizione massima |
| ----------------- | ----------------- |
| Svezia            | 43                |